# 人生學校

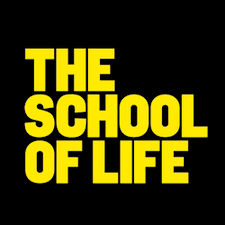

人生學校（The School of Life）是一個教育組織，於2008年夏，由作家艾倫．狄波頓創立，主旨在透過人文教育緩解現代人心理壓力、提高情感智慧。以知識和文化為基礎，探討各種人生課題，例如自我、愛情、工作。不同於一班制式的解答，從哲學、心理學、文學和藝術等人文學科中，找尋意想不到的應證與觀點，拓展每一個人獨立思考和具體實踐的可能性。
人生學校目前遍佈世界12個城市，包含英國倫敦（總部）、荷蘭阿姆斯特丹、澳大利亞墨爾本、澳大利亞雪梨、法國巴黎、比利時安特衛普、土耳其伊斯坦堡、巴西聖保羅、德國柏林、韓國首爾、以色列特拉維夫，以及台灣台北。
2017年6月，人生學校在台北開幕。 
人生學校的課程面相廣闊，例如：如何展開更好的對話、如何平衡生活與工作、如何讓愛情天長地久。也同時提供企業訓練，提升工作上的情緒成熟度，涵蓋領導、溝通、創新、生產力等主題系列課程。在YouTube頻道上每週發布三次影片，共有250萬訂閱者。內容涵蓋了和情感、文化相關的各種主題。
2017年韓國tvN電視台以此為基礎，開設了新的綜藝節目《人生學校》，由鄭埻夏、安貞煥、全慧彬、金勇萬、李洪基、郭東延等人共同主持。

## 相關書籍
以下系列書籍已翻譯成繁體中文出版：
1. 《艾倫·狄波頓的人生學校》系列，由時報文化出版社出版。包含《關於變老這件事》、《開始享受獨處》、《擁抱逆境的生活練習》、《找回好情緒的日常練習》、《喚醒感官的大自然練習》、《運動鍛煉你的思考力》。
2. 《人生學校話題新書》系列，由先覺出版社出版。包含《如何改變世界》、《如何找到滿意的工作》、《如何不為錢煩惱》、《如何維持情緒健康》、《如何在數位時代活得自在》、《如何思考性這回事》。